# Smiřice
Smiřice là một thị trấn thuộc huyện Hradec Králové, vùng Královéhradecký, Cộng hòa Séc.